# Héctor Luis Gutiérrez Pabón

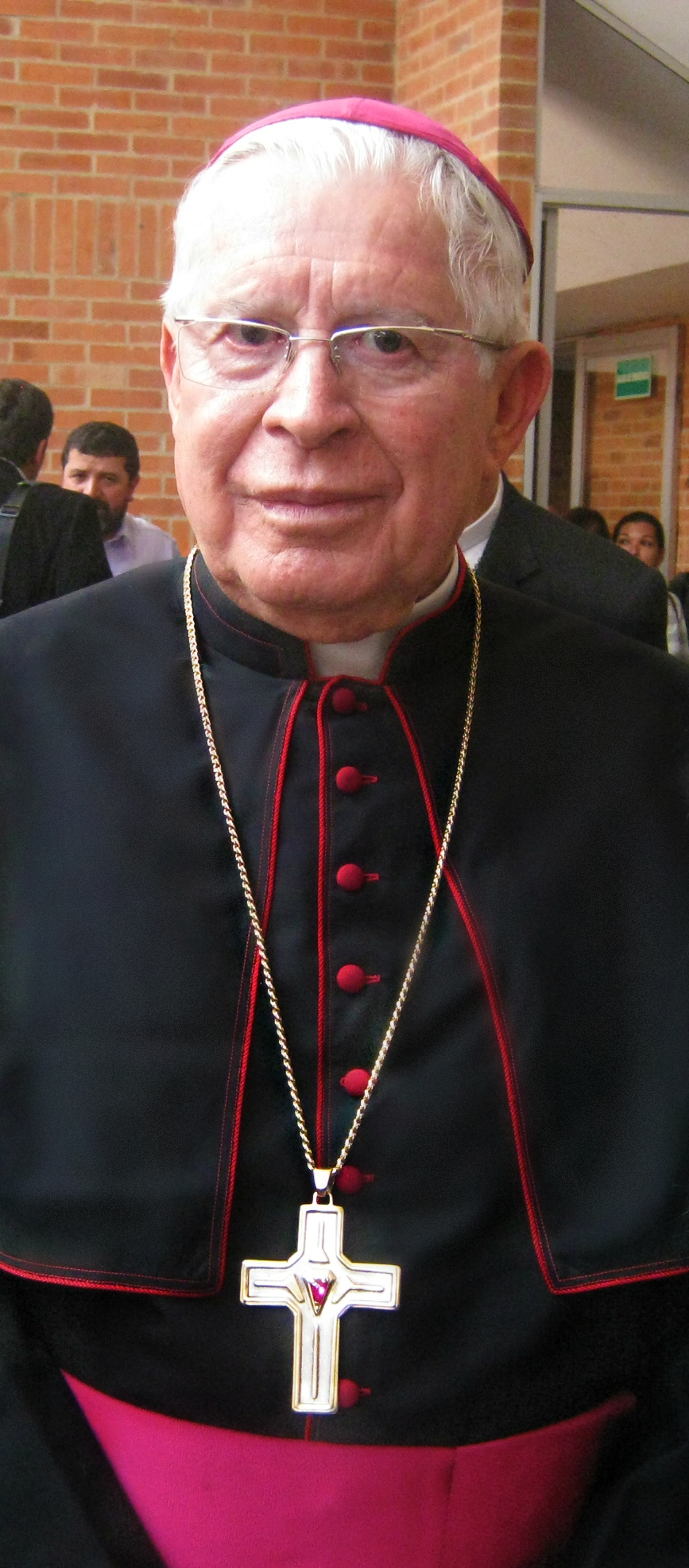
Bischof Héctor Luis Gutiérrez Pabón (September 2012)

Wappen als Bischof von Engativá

Héctor Luis Gutiérrez Pabón (* 17. Mai 1937 in Cáqueza; † 2. Dezember 2024 in Bogotá) war ein kolumbianischer römisch-katholischer Geistlicher und Bischof von Engativá.

## Leben
Der Weihbischof in Bogotá, Emilio de Brigard Ortiz, spendete ihm am 22. September 1962 die Priesterweihe für das Erzbistum Bogotá.
Papst Johannes Paul II. ernannte ihn am 13. Februar 1987 zum Weihbischof in Cali und Titularbischof von Segia. Die Bischofsweihe spendete ihm der Apostolische Nuntius in Kolumbien, Erzbischof Angelo Acerbi, am 25. März desselben Jahres; Mitkonsekratoren waren Mario Revollo Bravo, Erzbischof von Bogotá, und Pedro Rubiano Sáenz, Erzbischof von Cali. Als bischöflichen Wahlspruch wählte er einen Vers aus dem 2. Timotheusbrief (2. Tim 4,2 ): Praedica Verbum oportuna et inoportuna (lateinisch: „Verkünde das Wort gelegen und ungelegen“).
Am 2. Februar 1998 wurde er zum Bischof von Chiquinquirá ernannt. Am 6. August 2003 wurde er zum ersten Bischof des mit gleichem Datum errichteten Bistums Engativá ernannt und am 21. September desselben Jahres in das Amt eingeführt.
Papst Franziskus nahm am 26. Juni 2015 seinen altersbedingten Rücktritt an.